# Абриола
Абрио́ла (итал.  Abriola) — город в Италии, расположен в регионе Базиликата, подчинён административному центру провинции Потенца.
Население составляет 1699 человек (на 31 декабря 2006 г.), плотность населения составляет 17,7 чел./км². Занимает площадь 96 км². Почтовый индекс — 85010. Телефонный код — 0971.
Покровителем города почитается святой Валентин. Праздник города ежегодно празднуется 14 февраля.